# Langenhagen (Gerswalde)
Langenhagen war ein mittelalterliches Dorf zwischen Gerswalde und Herrenstein im Landkreis Uckermark (Brandenburg). Das einst mit 84 Hufen sehr große Dorf fiel wohl schon im 15. Jahrhundert wüst. Die Wüste Kirche Langenhagen markiert die einstige Dorflage.

## Lage
Das Zentrum des wüst gefallenen Dorfes Langenhagen ist durch die Wüste Kirche Langenhagen markiert. Sie liegt etwas über 1,5 km westsüdwestlich von Gerswalde, das damals sicher schon existierte, etwas über drei Kilometer nordwestlich vom wüst gefallenen Dorf Bischofshagen, dessen Zentrum durch die Wüste Kirche Berkenlatten markiert ist, und rund 2,5 km südöstlich von der Kirchenruine des im Mittelalter wüst gefallenen Dorfes Blankensee.

## Geschichte
Das Dorf Langenhagen wurde zum ersten Mal im Landbuch Kaiser Karls IV. urkundlich erwähnt. Es ist zugleich auch die letzte Nennung als intaktes Dorf. Es entstand als Rodungssiedlung im Zuge der Deutschen Ostsiedlung. Der Name ist als „Siedlung am langen Hagen“ zu interpretieren. Orte mit der Endung -hagen sind Rodungsorte, die nach dem Hagenrecht angelegt wurden. Beim Hagenrecht handelt es sich um eine Form der freien Erbleihe, die vor allem bei der Ansetzung von Neusiedlern angewendet wurde. Ein Hagen war ein vom Grundherrn zur Rodung freigegebenes, durch vorige Vermessung vom übrigen Wald abgegrenztes Areal. Die Rodungen bzw. die darauf angelegten Siedlungen behielten meist das Grundwort -hagen bei, unter Hinzufügung eines Bestimmungswortes, entweder nach dem Lokator (z. B. Klaushagen), dem Grundherrn (z. B. Bischofshagen, Grafenhagen), einer Eigenschaft des Hagen (Langenhagen, Breitenhagen), evtl. auch nach dem Alter oder der Reihenfolge (Neuenhagen, Altenhagen) oder auch Wunsch- oder Werbenamen besonders zur Kolonisationszeit (z. B. Blumenhagen, Rosenhagen). Hagendörfer hatten meist auch die Form eines Straßendorfes; zu beiden Seiten lagen die Höfe und dahinter erstreckte sich das zugehörige Land. Im Altsiedelland war der Anger dieser -hagen-Dörfer zum Teil auch eingehagt, mit einem Zaun und Graben umgeben. Dies ist bisher bei den -hagen-Dörfern im Neusiedelland nicht belegt. Ohne archäologische Untersuchungen lässt sich nicht entscheiden, in welche Richtung sich das Dorf erstreckte.
Das Dorf war mit seinen vier Kirchenhufen und der Kirchenruine auf jeden Fall ein Kirchdorf. Nach der Anzahl von vier Kirchenhufen zu urteilen, wurde das Dorf wohl erst nach dem Brandenburger Zehntstreit (1237/38) angelegt oder zumindest die Pfarre damit dotiert. Das Dorf gehörte zum Bistum Cammin.

„Langhenhagen 84 mansi. Quilibet dabit ex antiquo 1 talentum in pactum, nunc autem 10 solidos; precaria dat 7 solidos, 1 modium siliginis, 1 modium ordei, 1 modium avene. Ex biis mansis iacent 4 ad dotem. Ebyl Swanebecke habet 6 mansos liberos ad curiam sub cultura. Super 1 mansum istorum iacet precaria, videlicet 5 solidi, quos Henricus Musheym tollit. Petyr Collone habet 4 mansos liberos ad curiam sub cultura. Czander Ghyrswolde habet 4 mansos liberos ad curiam sub cultura. Ludeke Kratz habet 9 mansos ad 2 curias sub cultura. Jaspar Lucstede cum fratre habet 4 mansos liberos ad curiam sub cultura. Henning de Holtzendorp habet 4 mansos liberos ad curia sub cultura. Hennyk Sticke habet 6 mansos liberos ad curiam sub cultura. Heine Ylow habet 3 mansos liberos ad curiam sub cultura. Poppen de Holtzendorp habet 4 mansos liberos ad curiam sub cultura. Jaspar Lucstede habet 4 mansos ad curiam. Mentze Sculte habet pactum super 2 mansos. Musheym habet pactum super 2 mansos. Residuum pactum et precariam habent famuli supradicti. In hiis mansis sunt 9 in possessione dantes per 10 solidos. Taberna dat 1 talentum pactum et 5 solidos in precariam. In hac villa sunt 52 costenworde, quelibet area dat 1 solidum in censum et 1 pullum. Ex hiis omnibus sunt 22 in possessione, alie iacent desolati. Costenlant habet 24 iugera in tribus campis, semper intantum pro 24 dantur uno anno et de singulis secundum, quando seminantur. Alii mansi, quodlibet iugerum dabit 9 denarios, et iacent desolati. In hac villa dant pullos fumigales, demptis liberis mansis, per totum. Prope villam iacet 1 stagnum nomine Styder, super quod sunt 10 tractiones sagene. Nota: secundo anno 4 mansi facti sunt desolati.“

Nach diesen Angaben war Langenhagen mit 84 Hufen ein außergewöhnlich großes Dorf. Das benachbarte, im Landbuch als „oppidum“ bezeichnete Gerswalde mit seiner Wasserburg hatte dagegen nur 55 Hufen. Jede abgabenpflichtige Hufe gab von alters her ein Talent (= 1 Pfund = 240 Brandenburgische Pfennige) an Pacht, jetzt (= 1375) außerdem 10 Schillinge. An Bede waren pro Hufe sieben Schillinge, ein Scheffel Roggen, ein Scheffel Gerste und ein Scheffel Hafer zu entrichten. Die Kirche bzw. der Pfarrer hatte vier freie Hufen. Ebyl Swanebeke hatte sechs freie Hufen zu seinem Hof. Von einer Hufe musste er aber Bede in Höhe von fünf Schillinge bezahlen, die Henricus Musheym einzog. Petyr Collone hatte einen Hof mit vier Freihufen. Czander Ghyrswolde hatte ebenfalls einen Hof mit vier Freihufen. Ludeke Kratz hatte zwei Höfe mit neun Hufen. Jaspar Lucstede hatte zusammen mit seinem Bruder ein Freihof mit vier Hufen. Henning de Holtzendorp hatte einen weiteren von Abgaben befreiten Vierhufenhof im Ort. Hennyk Sticke hatte einen Freihof mit sechs Hufen. Heine Ylow bebaute einen Freihof mit drei Hufen. Poppe de Holtzendorp bewirtschaftete einen Freihof mit vier Hufen, ebenso auch Jaspar Lucstede. Mentze Sculte und (Henricus) Musheym hatten die Pacht von jeweils zwei Hufen. Die restlichen Pacht- und Bedeeinnahmen hatten die oben genannten Knappen gemeinsam. Allerdings waren nur neun nicht von Abgaben befreite Hufen überhaupt besetzt. Diese gaben zehn Schillinge an Pacht. Der Krug musste jährlich ein Talent an Pacht und fünf Schillinge an Bede abgeben. Im Dorf gab es insgesamt 52 Kossätenstellen, die jede ein Schilling an Zins und ein Rauchhuhn geben mussten. Von den 52 Stellen waren aber nur 22 Stellen besetzt, die anderen waren wüst. Das Kossätenland hatte 24 Morgen in drei Feldern. Von diesem gaben die Kossäten je nachdem, was angesät wurde. Die anderen Höfe gaben pro Morgen neun Pfennige, aber diese Höfe lagen alle wüst. In diesem Dorf musste jede Feuerstelle ein Rauchhuhn geben, ausgenommen natürlich die freien Hufen. In der Nähe des Dorfes lag der Styder-See (= Stiernsee) mit zehn Garnzügen. Erst vor zwei Jahren waren vier Hufen wüst gemacht worden. Insgesamt waren also 52 Hufen von Abgaben befreit (48 Ritterhufen, vier Pfarrhufen).
1472 war das Dorf auf jeden Fall wüst. In diesem Jahr stellte der brandenburgische Kurfürst Albrecht Achilles den von Arnim zu Biesenthal, Gerswalde und Milmersdorf einen Gesamtlehenbrief aus. Darin ist auch Das veldt czum langenhagen mit allem rechte und irem ackerwerck genannt.
1484 stellte der brandenburgische Kurfürst Johann Cicero den von Arnim erneut einen Gesamtlehenbrief aus, in dem das Feld zu Langenhagen wiederum genannt ist. Das Feld zu Langenhagen erscheint auch in weiteren Gesamtlehenbriefen für die von Arnim bis 1645.
1712 schrieb der Pfarrer von Gerswalde, dass die Dorf- und Kirchstellen der drei wüst gefallenen Dörfer Bischofshagen, Langenhagen und Blankensee noch gut erkennbar seien. Die Feldmarken würden nun von Vorwerken bestellt.
1714 kam es zu mehrjährigen Streitereien zwischen den von Arnim über die Grenzen der in den alten Lehenbriefen genannten Feldmarken Langenhagen und Bischofshagen, die völlig verwachsen in der Gerswalder Heide aufgegangen waren.
1747 schlossen die von Arnim auf Gerswalde einen Vertrag mit dem Zimmermann Weichbrodt über den Bau eines Wohnhauses im „Vorwerk Langenhagen“. Der Name taucht später nicht mehr auf, es handelte sich wahrscheinlich um das Vorwerk Neudorf oder um ein neues Wohnhaus auf dem Vorwerk Böckenberg, das 1714 ebenfalls einmal mit der Feldmark Langenhagen gleich gesetzt wurde.
Auf der großen Feldmark des wüst gefallenen großen Dorfes Langenhagen befinden sich heute (bzw. befanden sich) die Gemeindeteile und Wohnorte Krohnhorst, Herrenstein, Stiern, Neudorf, Friedenfelde, Achimswalde und möglicherweise auch noch Briesen der Gemeinde Gerswalde sowie das abgegangene Erdmannswalde.

## Anmerkung
1. ↑  Im Historischen Ortslexikon sind fehlerhaft nur 44 freie Ritterhufen genannt; ein Freihof mit vier Hufen ist ausgelassen.

Koordinaten: 53° 10′ 5,3″ N, 13° 43′ 17,5″ O